# Age of Mythology
Age of Mythology (também conhecido como AoM), é um jogo de computador de estratégia em tempo real baseado em mitologia produzido pela Ensemble Studios e distribuído pela Microsoft Game Studios. Foi lançado em 2002 na América do Norte e, uma semana depois, na Europa.
Um spin-off da série Age of Empires, Age of Mythology é inspirado pelos mitos e lendas dos gregos, egípcios e nórdicos, ao invés da história real. Entretanto, muitos elementos de jogabilidade são similares aos da série Age of Empires. Sua campanha segue um almirante atlante, Arkantos, que é forçado a viajar através dos territórios das três culturas do jogo, caçando um ciclope que está auxiliando Poseidon contra Atlântida.
Age of Mythology foi um sucesso comercial, chegando a platina quatro meses após seu lançamento e após vender mais de um milhão de unidades. A recepção do jogo pela crítica foi em geral positiva: foi avaliado como 89% tanto pelo Game Rankings quanto pelo Metacritic. Os elementos de jogabilidade foram recebidos positivamente, apesar de alguns reviewers (avaliadores) terem criticado a campanha como extensa e repetitiva.

## Jogabilidade
Assim como outros jogos de estratégia em tempo real, a jogabilidade de Age of Mythology é baseada em construção de cidades, coleta de recursos, criação de exércitos e, finalmente, destruição de unidades e edificações inimigas. Desta maneira, os jogadores são capazes de combater e conquistar cidades e civilizações rivais. Os jogadores avançam suas tribos através de quatro idades, ou eras, (ages): começando na "Idade Arcaica", o jogador pode atualizar para a "Idade Clássica", a "Idade Heroica", e finalmente, a "Idade Mítica". Cada atualização para uma era superior desbloqueia novas unidades e tecnologias para o jogador, fortalecendo sua colônia. Entretanto, a atualização requer certa quantidade de recursos a ser paga, e certas edificações a serem construídas.
Há três civilizações jogáveis em Age of Mythology: os gregos, os egípcios e os nórdicos. Cada civilização tem três "deuses maiores" — divindades; que são: Zeus, Hades e Posídon para os gregos; Ísis, Rá e Seti para os egípcios; e Tor, Odim e Loki para os nórdicos. O jogador escolhe seu deus maior antes que o jogo comece. Toda vez que um jogador avançar para a próxima idade, ele deve escolher um entre os dois deuses menores. Os deuses menores são ligeiramente menos significativos historicamente que suas contrapartes maiores. Entre os deuses menores estão Bast, Afrodite, Atena, Hórus, Njord, Hera e Ártemis. Todos os deuses concedem ao jogador tecnologias únicas, unidades míticas e um poder divino único — uma habilidade especial que pode tanto beneficiar o usuário quanto prejudicar o oponente.
Há quatro grandes recursos em Age of Mythology: comida, madeira, ouro e proteção divina; diferentemente dos jogos anteriores da Ensemble Studios, este não inclui o recurso pedra. Recursos podem ser utilizados para treinar unidades, erguer edificações e pesquisar tecnologias, entre outras coisas. As unidades civis — chamadas aldeões gregos, coletores e anões nórdicos, trabalhadores egípcios e barcos de pesca — são usados para coletar recursos. Caçar animais, coletar frutos, pecuária, agricultura e pesca são todos os métodos pelos quais pode-se obter comida. A madeira é obtida somente ao derrubar árvores, e o ouro, ou por troca, ou por mineração. Alguns recursos podem também ser obtidos através de poderes divinos especiais, como o poder "Abundância". O poder "Prosperidade", concedido pela deusa egípcia Ísis, pode aumentar a velocidade de produção de ouro. Então ele também tem um efeito indireto sobre o recolhimento de recursos. Cada civilização pode comprar atualizações que aumentam a taxa de recolhimento dos recursos. A proteção divina é conseguida de diferentes formas para diferentes civilizações: jogadores gregos ganham-na por ter aldeões rezando nos templos, jogadores egípcios ganham-na por construir monumentos que geram a proteção, e os jogadores nórdicos a ganham em combate, caçando ou por possuir heróis. Os recursos podem ser trocados no mercado do jogador.

## Civilizações
Há três diferentes civilizações em Age of Mythology: são os gregos, os egípcios e os nórdicos. Cada um deles tem uma mecânica diferente. Por exemplo, o método para obtenção de  proteção divina, já citado anteriormente.

### Gregos
A civilização grega é bem similar às civilizações de Age of Empires II: The Age of Kings. Eles tem bons batedores e podem treinar batedores aéreos Pégasos ou aquáticos, Hipocampos (Poseidon). Eles treinam suas unidades na Academia, nos Campos de Arqueiro e nos Estábulos. Suas unidades humanas são mais fortes que as das demais civilizações, mas são também mais caras. Seus heróis são poderosos heróis da mitologia grega, como Teseu, Héracles, Odisseu, Aquiles, Jasão, etc... Você só pode ter um de cada, mas pode treinar outro caso ele morra. Os Gregos têm uma arma de cerco de mira na terceira idade, o Trabuco. Na quarta idade, eles podem treinar torres Helepolis. Possuem 2 poderes de destruição em massa (terremoto e tempestade de raios), respectivamente úteis contra edificações e unidades inimigas.

### Egípcios
Os egípcios tem uma civilização mais defensiva, com poderosas construções, muros e torres. Seu faraó é um herói livre que ressuscita ao morrer (Osíris pode conceder ao jogador um segundo Faraó e ainda transformá-lo no "Filho de Osíris", um faraó mais poderoso mas que não pode ser curado). Ele pode "abençoar" construções para que estas aumentem suas produções (Os Sacerdotes de Rá também podem). Também é possível treinar sacerdotes que curam suas unidades e danificam unidades míticas inimigas. Suas armas de cerco são poderosas e eles também têm Elefantes de Guerra. Possuem dois poderes de destruição em massa (meteoro e tornado). Além deles apenas os gregos têm esse tipo de poder.

### Nórdicos
Os nórdicos são bem agressivos: eles podem treinar soldados na primeira idade. Além do que, é a infantaria que constrói, fazendo com que os coletores somente coletem recursos e posicionem fazendas. Os nórdicos podem treinar anões no centro da cidade, que são coletores especialistas em mineração. Ao invés de construírem depósitos de recursos, os nórdicos podem treinar carros de boi a partir do centro da cidade, criando assim depósitos de recursos ambulantes, e todos os seus coletores podem ser transformados em infantaria por um pequeno custo. Seu herói, Hersir pode ser treinado na Casa Comunal ou no templo. Hersir geram proteção divina mesmo quando ociosos, podem ser criados mais de um Hersir, ganham o dobro de proteção ao lutar. O jogador pode transformar coletores em heróis pelo poder de Balder, Ragnarok.

## Edificações
Os edifícios disponíveis em Age of Mythology podem ser divididos em três categorias: imóveis econômicos, edifícios militares e estruturas defensivas. O imóvel econômico mais importante é o Centro da Cidade, que é similar ao edifício de mesmo nome da série Age of Empires. Todas as unidades civis são treinadas no Centro da Cidade, separadamente de caravanas de comércio e navios de pesca, assim como algumas outras tecnologias. O Centro da Cidade também tem a capacidade de se defender atirando flechas em unidades inimigas a seu alcance. Mais importante ainda, os avanços da idade são pesquisados neste edifício. O Centro da Cidade provê quinze unidades de população, e construir casas adicionais dará ao jogador dez faixas adicionais por casa. Outros edifícios incluem a fazenda e o mercado.
As edificações são capazes de pesquisar melhorias tecnológicas, bem como disponibilizar recursos para o jogador. Todas as unidades, exceto os civis, são treinadas em edifícios militares. Estes edifícios diferem no nome e uso entre as civilizações, mas todos são capazes de treinar unidades semelhantes. Os edifícios militares também são usados para pesquisar tecnologias específicas militares, como melhorias de armadura e ataque.
Paredes e torres são estruturas defensivas, que não são capazes de formar unidades, e são utilizadas apenas para fins de defesa. Elas são capazes de pesquisar algumas melhorias, embora estas geralmente só são úteis para a construção que está realizando a pesquisa. Outro tipo de construção disponível para os jogadores, é a Maravilha: um grande edifício que representa uma obra arquitetônica da civilização. Em alguns modos de jogo, a partir de quando um jogador construir uma maravilha, uma contagem regressiva de dez minutos começa. Se a maravilha ainda estiver de pé depois da contagem regressiva terminar, o jogador que construiu a maravilha ganha a partida.

## Multiplayer
Multijogador é um aspecto de Age of Mythology, jogado através da Ensemble Studios Online, ou via uma LAN direta ou uma conexão IP. Age of Mythology inclui uma conta multijogador grátis na ESO. De função similar ao Battle.net da Blizzard Entertainment, a ESO permite ao jogador jogar partidas assim como conversar com outros jogadores. Nos jogos multiplayer, há sete diferentes modos de jogo disponíveis: Supremacia - O modo de jogo padrão - inclui mapas gerados aleatoriamente; Conquista é similar à Supremacia, mas a vitória só é possível ao se derrotar todos os demais jogadores; na Deathmatch, o jogo começa com altas quantias de recursos, mas o jogo é o mesmo da Supremacia; em "Lightning", a jogabilidade também é idêntica à Supremacia, mas a velocidade é dobrada; no modo Nômade, os jogadores iniciam com uma unidade civil, e não têm Centro da Cidade, e precisam construir uma assentamento; o objetivo de Rei da Colina é controlar um monumento no centro do mapa por um determinado período de tempo; e em Morte Súbita, um jogador perde se seu Centro da Cidade for destruído, e ele falhar em reconstruí-lo dentro de determinado período de tempo (2 minutos). Torneios multiplayer e "LAN parties" são populares em todo o mundo, com bastante jogadores visitando LAN houses para participar.

## Editor de cenário
O editor de Age of Mythology é bem mais avançado do que o de seu predecessor, Age of Empires II. Assim como facilidades de de posicionamento de unidades-padrão, o editor permite que as unidades sejam sobrepostas, e isto facilita quando há grandes montanhas, oceanos e rios vastos, e terrenos íngremes. Triggers (literalmente gatilho), um aspecto popular do design dos cenários de Age of Empires II, também está presente no editor de cenário de Age of Mythology, assim como as cinematics (cenas de vídeo dentro do jogo) e outros efeitos especiais. Também é possível testar o jogo de dentro do editor. Todos os itens presentes no jogo estão disponíveis neste editor.

## Campanha
Ao contrário de Age of Empires e Age of Empires II, Mythology possui uma única campanha, com 32 etapas em que o jogador passa por todas as três civilizações. A campanha, intitulada A Queda do Tridente, segue o general Atlante, Arkantos, passando por alguns mitos reais e outros criados para a campanha.
Predefinição:Início das revelações sobre o enredo
Tudo começa quando um grupo de piratas tenta conquistar Atlântida, sem uma razão específica (que é desvendada mais tarde com o decorrer da história). Após repelirem o ataque pirata, descobrem que Kamos (líder pirata) roubou o Tridente de Poseidon, Arkantos vai atrás do Tridente e o reconquista, depois vai a Troia aonde fica amigo de Ajax e Odisseu. Após várias batalhas, os gregos constroem o Cavalo de Troia e destroem a cidade, pondo fim a guerra, porém, ao se preparar para voltar a Atlântida, Arkantos percebe que seus navios não estão em condições de tal viagem e vai com Ajax para um porto Iolco, onde o centauro Chiron estava como refém dos ladrões.
Ao chegar no porto, descobre que ladrões aprisionaram Chiron na acrópole e os outros centauros em prisões. Arkantos e Ajax lutam ao lado dos centauros e libertam a cidade. Chiron guia os homens atrás de um misterioso ciclope que esta cavando em um campo muito bem fortificado. Após destruírem essas fortificações descobrem que elas guardava uma passagem para Erebus (mundo dos mortos) aonde Gargarensis (o ciclope) estava com um enorme aríete tentando destruir um gigantesco portão, Arkantos destrói o aríete e Gargarensis fecha a passagem prendendo Arkantos em Erebus, porém, ele vai atrás das relíquias sagradas e após conquistá-las, pede a Poseidon (deus de Atlântida) que abra um nova passagem. Misteriosamente, Poseidon nada faz, quem abre a passagem é Zeus.
A passagem leva os heróis a um oásis no Egito aonde conhecem a guerreira núbia Amanra, que está escavando uma misteriosa relíquia. Eles defendem a escavação até sua conclusão. Amanra revela que a relíquia era um espada que, se devolvida a Estátua do Guardião (criatura poderosa), poderá ressuscitá-lo. Os homens conquistam a cidade sagrada e ressuscitam o guardião, destruindo o exercito de Kemsyt (um homem que vem causando o terror no Egito e que mais tarde revela ser aliado de Gargarensis). Na cidade acham um dos pedaços de Osíris, Amanra explica que Osíris foi morto por Set, e que seu corpo foi cortado em 4 pedaços, a única forma de ressuscitá-lo, é reunindo os 4 pedaços na Pirâmide de Osíris. Enquanto planejam como recuperar os pedaços, Arkantos tem um sonho aonde Atena lhe explica que Cronos, rei dos Titãs esta tentando sair do Tártaro (sua prisão de tormento), para escapar corrompeu Poseidon que tenta chegar ao poder terrestre, porém o portão tem que ser aberto por um mortal, Gargarensis (que quer como recompensa a imortalidade). Depois de inúmeras batalhas (em uma delas Arkantos reencontra Kamos e o mata), os amigos recuperam os pedaços, mas Gargarensis, já dominou a cidade aonde fica a piramide, e esta escavando a passagem para Erebus que fica no subsolo da piramide. Arkantos luta e reúne os pedaços na piramide ressuscitando Osíris. Gargarensis foge com seus navios,  mas é seguido por Arkantos que, após salvar Odisseu que estava preso na ilha de Circe, vai parar nas terras nórdicas atrás do ciclope.
Lá os amigos conhecem os anões Eitri e Brook, que, após reconquistarem sua forja, os levam as terras de Midgard. Depois de diversas batalhas, traições e cruzadas por territórios dominados por clãs e gigantes, Arkantos descobre que Gargarensis dominou o Poço de Urd, que leva a Niflheim (mundo dos mortos nórdico). Lá, ele está tentando abrir o portão do Tártaro. Após uma tentativa falhada de destruir o aríete, Chiron se sacrifica para que os outros fujam. Após a fuga, os amigos descobrem que os anões estavam tentando reconstruir o Martelo de Thor, a única coisa capaz de parar Gargarensis. Brook se une aos amigos para tentar cortar a madeira da raiz da arvore mestra (material usado para a construção do cabo do martelo) que só podia ser achada em Niflheim, enquanto Eitri estava na forja, fazendo a cabeça do Martelo. Os dois se reencontram e o Martelo volta a vida fechando o portão.
Arkantos conseguiu fechar todos os portões mas não conseguiu parar Gargarensis, que vem atacar com seu exército. Arkantos resiste até a chegada de Odisseu (que teve um sonho aonde Atena o mandava para Midgard) e seu exército, então, destroem o exercito de Gargarensis e o executam ali mesmo.
Quando Arkantos esta chegando em Atlântida, ordena que coloquem a cabeça de Gargarensis na proa do navio, porém, ao pegar a cabeça veem que é a cabeça de Kemsyt, então se entende que Gargarensis transformou Kemsyt em um clone seu e o deixou comandando o exercito enquanto o Gargarensis verdadeiro atacava Atlântida. Arkantos arma um acampamento na praia e ataca as prisões resgatando o povo atlante. Então, Arkantos vai ao topo de Atlantida para resgatar seu filho Castor e o Teocrata de Atlântida, nesse momento ele descobre porque os piratas tentaram pegar o Tridente de Poseidon no começo da história, pois o último portão estava em Atlântida. A Estátua de Poseidon ganha vida e crava seu Tridente no chão e abre o caminho para o último portão. Arkantos evacua a ilha e começa a construção de um palácio para Zeus, ao terminá-lo recebe uma bênção ganhando poderes de um deus, então ataca a estátua de Poseidon. Arkantos vence a estátua e Atlântida é bombardeada com uma chuva de raios que dividem e afundam grande parte da ilha, o povo é levado para as terras nórdicas aonde começa a reconstruir uma nova Atlântida, Arkantos acaba exausto, porém, é transformado em deus.
Outra campanha chamada Titãs que segue a estoria de Castor,seguindo outra campanha os anões Brokk e Eitri, foi disponibilizada pela Microsoft para download.
Após 13 anos da DLC chamada de Titãs a microsoft anunciou uma nova campanha nomeada de Tale of the Dragon,ou “História do Dragão”.

## Desenvolvimento
A Ensemble Studios começou a trabalhar em seu primeiro motor de jogo totalmente 3D ao mesmo tempo que desenvolviam Age of Empires II: The Age of Kings. Chamada Engine BANG!, foi anunciada em janeiro de 2001, para uso em um novo jogo, de codinome RTSIII, que tratava de ser Age of Mythology. No desenvolvimento de Age of Mythology, a Ensemble Studios decidiu distanciar-se do centro de história da série Age of Empires, para evitar torná-lo obsoleto e repetitivo. Isto a permitiu trabalhar com novas ideias e conceitos.
Seguindo o anúncio do jogo para setembro de 2002, uma versão de teste foi liberada. Esta continha cinco cenários da campanha do jogo, e dois mapas aleatórios. Na versão de testes, o jogador podia apenas escolher Zeus, mas há nove deuses disponíveis na versão final do jogo. Houve debate durante a construção de Age of Mythology sobre a natureza desigual dos poderes divinos e como fazê-los "justos" sem deixá-los sem graça.

## Recepção
Age of Mythology obtivera ótima recepção crítica, com ressalvas apenas para repetitividade. O jogo também vendeu 1 milhão de unidades em apenas 5 meses.